# أفياء بليث
أفياء بليث أو العقاب البازي بليث (الاسم العلمي Nisaetus alboniger)، هو نوع من طائر العقاب و من جنس الأفياء وفصيلة البازية. موطنه شبه جزيرة الملايو وسنغافورة وسومطرة وبورنيو.